# Aiguilles Marbrées
Les aiguilles Marbrées sont un sommet franco-italien situé dans le massif du Mont-Blanc et qui culmine à 3 535 mètres d'altitude (sommet nord). Son sommet sud culmine à 3 483 mètres.

## Géographie
Les aiguilles Marbrées ont la forme d'une longue arête crénelée dominant le glacier du Géant. Ses sommets constituent la frontière entre la France et l'Italie sur la ligne de partage des eaux entre la Haute-Savoie et la Vallée d'Aoste. 
Elles sont situées entre la pointe Helbronner et la dent du Géant ainsi qu'entre le col de Rochefort et le col du Géant.
D'un point de vue géologique, les aiguilles Marbrées sont constituées de granites à grain grossier et de quelques roches porphyriques. On y a noté la présence de fours à cristaux de quartz raturant le granite. Lors de l'érection des Alpes, de larges fissures se sont, en effet, formées à cause de la compression des masses rocheuses. De l'eau s’y est infiltrée qui, sous les hautes températures et la forte pression, a dissous le silicium du granite. Le mélange s’est cristallisé, formant ces pierres de cristal de roche, dont la croissance a commencé il y a quinze à vingt-cinq millions d’années.

## Premières ascensions
- 17 août 1876 : versant nord-est du sommet nord par Lionel Dècle, Henry Devouassoud et Édouard Cupelin[5].
- 7 septembre 1896 : versant sud-ouest du sommet nord par Fabien Croux, Agostino Ferrari, Joseph Petigax.
- 22 juillet 1898 : arête est du sommet sud par Adolfo Hess, Oscar Leitz et Laurent Croux à partir du col du Géant.
- 21 janvier 1907 : première hivernale en traversée par G. Carugati, Mme. Carugati, Joseph Petigax et Laurent Petigax.
- 1996 : arête nord-ouest du sommet nord par G. Brignolo, Casteli et Marchiard.
- 3 décembre 2016 : face nord-ouest (voie des cristalliers) par A. Albertin et E. Marlier.

## Alpinisme
Á partir du glacier du Géant, les voies d'escalade sont d'une hauteur modeste et présentent donc une ampleur modérée. Outre les voies historiques, plusieurs voies ont été récemment ouvertes dans la face ouest en mixte :
- traversée des arêtes nord-sud classique (PD) ;
- face ouest, Qui a mangé les petits fours (D-) ;
- face nord-ouest, directe des Cristalliers et traversée des arêtes (D).

## Accès
La marche d'approche aux aiguilles Marbrées est très courte à partir du refuge Torino situé sur la pointe Helbronner. De Courmayeur, ce refuge peut facilement être atteint grâce au téléphérique Skyway Monte Bianco.